# 2010年亚洲残疾人运动会奖牌榜

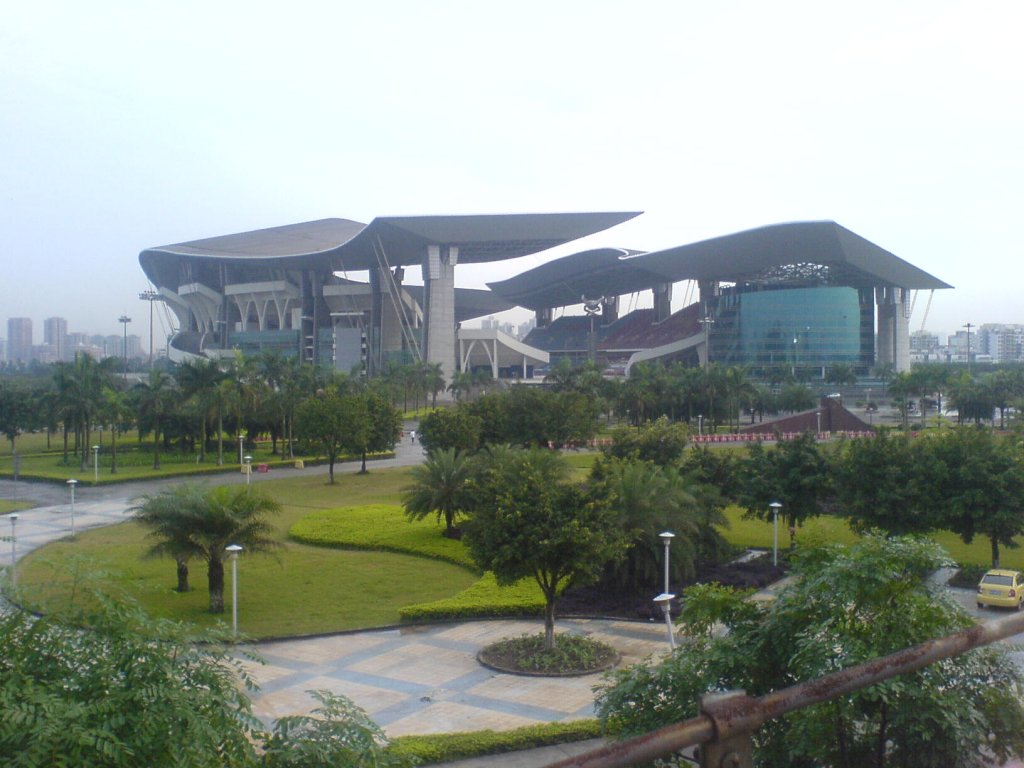
2010年亚洲残疾人运动会的开幕式和闭幕式以及所有田径比赛都是在广东奥林匹克体育中心（图）举行

2010年亚洲残疾人运动会又称2010年广州亚残运会，于2010年12月12至19日在中华人民共和国广东省广州市举行，是一场由存在身体残疾的运动员参与的综合运动会。亚洲残疾人运动会的前身是远东及南太平洋残疾人运动会，本届广州亚残会是首届亚洲残疾人运动会，于2010年亚洲运动会结束两周后举行。共计有来自41个亚洲国家和地区的2512名运动员参与本次运动会，在19个体育项目上进行角逐。运动会期间一共刷新了17项世界纪录和82项亚洲纪录，与之相比，2010年亚运会一共打破了3项世界纪录和103项亚洲纪录。
一共有31个国家或地区的运动员获得了奖项，其中20个赢得了至少1枚金牌。东道主中国队在奖牌榜上居于领先，无论金牌（185枚）、银牌（118枚）和铜牌（88枚）数量都位居榜首，其中金牌数量更超过其他所有国家的总和，总奖牌数391还占到奖牌总数的38.33%。日本队以32枚金牌，共计103枚奖牌排名第二，韩国队的奖牌总数与日本队相同，金牌数量则与排在第四位的伊朗队相同，均赢得了27枚金牌，但韩国队的银牌数量超过伊朗，因此排名靠前。
中国游泳运动员郭志获得了五金一银共六枚奖牌，是本届残运会获奖牌数和金牌数最多的运动员。泰国选手吉沙那·触崔获得了4枚金牌，与同样获得4金的中华台北选手林昕緯一起成为除中国大陆选手外获奖牌数最多的运动员。如果不计项目最多的田径和游泳比赛，中国队的张蕾和荣静均获得了两枚金牌和一枚铜牌，是成绩最佳的两名运动员。

## 奖牌榜

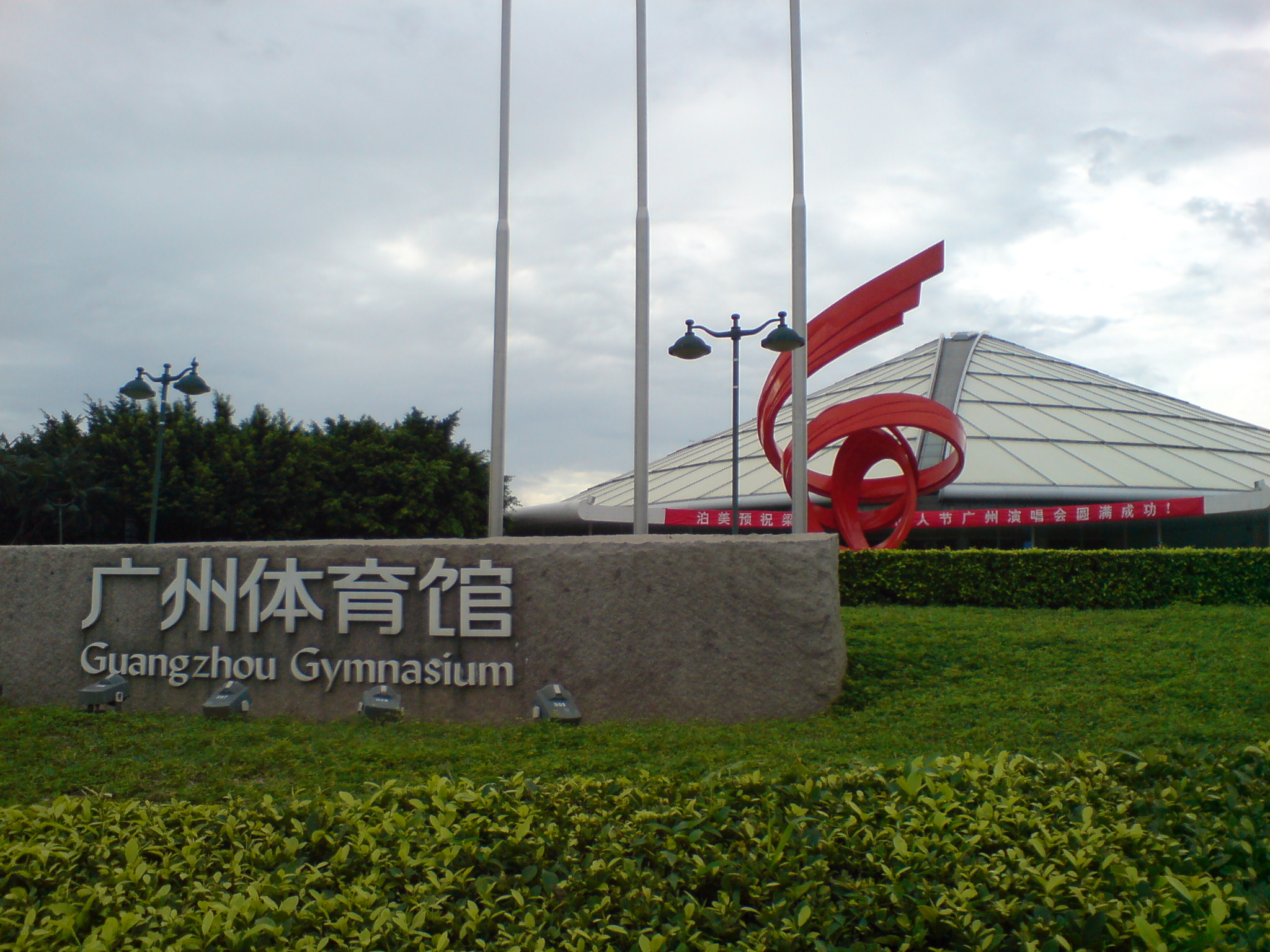
2010年亚洲残运会的乒乓球和坐式排球比赛在广州体育馆（图）举行

以下表格中列出了本届残疾人亚运会所有获得奖牌的国家和地区代表团名单，排名规则与国际帕拉林匹克委员会发布的奥运会奖牌榜一致。默认情况下，奖牌榜的排名首先会根据该国代表团运动员所获得的金牌总数进行排列，如果金牌数出现相同的情况，则会根据银牌总数进行排列，如果银牌总数仍然相同，则将按铜牌数量予以排名，如果这时仍然不能分出高下，则会并列排在同一个名次，按照国际奥委会国家代码的字母顺序依次排出。
整场运动会一共授予了1020枚奖牌，其中金牌341枚，银牌338枚，铜牌341枚。除女子团体重剑项目外，所有的轮椅击剑比赛都颁发了两枚铜牌，柔道比赛中除了女子48、57、63和70公斤级以外，其它项目也都颁授了两枚铜牌。由于田径比赛的部分项目只有3名选手参赛，因此有4项女子赛事没有颁发铜牌，分别是铅球-35/36级、400米-12、200米-12和100米-12；同时男子铁饼-51/52/53级、跳远–F36、1500米-11和1500米-37。男子跳高-42的比赛出现了并列亚军，因此发放了两枚银牌，并且所有的奖牌均是中国选手获得。羽毛球比赛女子单打站立二级单循环赛只有3名选手参赛，因此没有颁发铜牌。女子82.5公斤级举重比赛只有两名运动员参赛，所以没有颁发铜牌。此外，女子轮椅篮球比赛只有3支队伍参加，因此也没有颁发铜牌。
  *   主办国家/地区（中国）
| 排名                      | 国家 / 地区               | 金牌 | 銀牌 | 銅牌 | 总计 |
| ------------------------- | ------------------------- | ---- | ---- | ---- | ---- |
| 1                         | 中国（CHN）*              | 185  | 118  | 88   | 391  |
| 2                         | 日本（JPN）               | 32   | 39   | 32   | 103  |
| 3                         | 韩国（KOR）               | 27   | 43   | 33   | 103  |
| 4                         | 伊朗（IRI）               | 27   | 24   | 29   | 80   |
| 5                         | 泰国（THA）               | 20   | 34   | 39   | 93   |
| 6                         | 马来西亚（MAS）           | 9    | 13   | 23   | 45   |
| 7                         | 伊拉克（IRQ）             | 9    | 5    | 6    | 20   |
| 8                         | 中华台北（TPE）           | 8    | 7    | 11   | 26   |
| 9                         | 中国香港（HKG）           | 5    | 9    | 14   | 28   |
| 10                        | 阿拉伯联合酋长国（UAE）   | 4    | 6    | 1    | 11   |
| 11                        | 越南（VIE）               | 3    | 4    | 10   | 17   |
| 12                        | 约旦（JOR）               | 3    | 0    | 2    | 5    |
| 13                        | 巴基斯坦（PAK）           | 2    | 1    | 1    | 4    |
| 14                        | 印度尼西亚（INA）         | 1    | 5    | 5    | 11   |
| 15                        | 印度（IND）               | 1    | 4    | 9    | 14   |
| 16                        | 沙特阿拉伯（KSA）         | 1    | 4    | 1    | 6    |
| 17                        | 斯里兰卡（SRI）           | 1    | 2    | 6    | 9    |
| 18                        | （UZB）                   | 1    | 2    | 3    | 6    |
| 19                        | 巴林（BHR）               | 1    | 2    | 0    | 3    |
| 20                        | 巴勒斯坦（PLE）           | 1    | 0    | 1    | 2    |
| 21                        | 菲律宾（PHI）             | 0    | 4    | 3    | 7    |
| 21                        | 叙利亚（SYR）             | 0    | 4    | 3    | 7    |
| 23                        | （KAZ）                   | 0    | 2    | 5    | 7    |
| 24                        | 蒙古（MGL）               | 0    | 2    | 3    | 5    |
| 25                        | 汶莱（BRU）               | 0    | 2    | 2    | 4    |
| 26                        | 科威特（KUW）             | 0    | 1    | 2    | 3    |
| 27                        | 黎巴嫩（LIB）             | 0    | 1    | 1    | 2    |
| 28                        | 新加坡（SIN）             | 0    | 0    | 4    | 4    |
| 29                        | （TKM）                   | 0    | 0    | 2    | 2    |
| 30                        | 缅甸（MYA）               | 0    | 0    | 1    | 1    |
| 30                        | （QAT）                   | 0    | 0    | 1    | 1    |
| 总计（共31个国家 / 地区） | 总计（共31个国家 / 地区） | 341  | 338  | 341  | 1020 |